# Wapen van Nootdorp
Het wapen van Nootdorp werd op 24 juli 1816 door de Hoge Raad van Adel per Koninklijk Besluit aan de Nederlandse gemeente Nootdorp (provincie Zuid-Holland) toegekend. In 1832 kwamen de gemeenten Hoogeveen in Delfland, Nieuwveen in Delfland en Stompwijk bij de gemeente Nootdorp. Omdat de eerste twee geen wapen voerden en Stompwijk gedeeltelijk bij Nootdorp gevoegd werd, werd het wapen niet aangepast. Het wapen bleef tot 1 januari 2002 in gebruik door de gemeente Nootdorp. Na de fusie met Pijnacker tot de gemeente Pijnacker-Nootdorp is het wapen opgegaan in het nieuwe gemeentewapen.

## Blazoenering
De blazoenering voor het wapen van Nootdorp luidde als volgt:
Van lazuur, beladen met 2 geaffronteerde slangen, staande en pal, alles van goud.
Het wapen is in de rijkskleuren uitgevoerd en toont twee gouden slangen op een blauw veld. De slangen staan opgericht en met de hoofden naar elkaar toe. 

## Ontstaan
In de 17e een 18e eeuw werd het wapen gevoerd zoals het in 1816 door de Hoge Raad van Adel aan de gemeente Nootdorp werd toegekend. In welke kleuren het wapen gevoerd werd is echter niet bekend. 
Voor het ontstaan van het wapen zijn twee mogelijke verklaringen:
1. Het zijn eigenlijk palingen want die komen vrij veel voor in de omgeving, probleem is alleen dat in de 17e eeuw nog geen watergebieden in de omgeving waren.
2. Het Hoogheemraadschap van Delfland voerde rond 1711 een wapen waarin een van de schildhouders een spiegel vasthield waarop twee kronkelende slangen stonden. Deze symboliseerden voorzichtigheid die het hoogheemraadschap moet betrachten rondom de waterspiegel.

## Trivia
In 2011 is er in Nootdorp een beeld onthuld dat het wapen als inspiratie had. Het beeld kreeg de naam Slangendrager van Nootdorp en toont een blauw mannenlichaam bestaande uit twee tegen elkaar staande rechterhelften met in elke hand een gouden slang. Het beeld is geplaatst met als doel een verbinding te vormen tussen het oude en nieuwe Nootdorp.